# Разбивающая сердца
«Разбива́ющая сердца́» (англ. Heartbeat, досл. Сердцебиение) — американский медико-драматический телесериал, основанный на реальной жизни доктора Кэти Маглиато, которую она описала в своей книге «Дела сердечные». Сериал рассказывает о всемирно известном хирурге и специалисте по пересадке сердца докторе Александре Панеттьер, которая пытается уравновесить личную и профессиональную жизнь. Премьера сериала состоялась 22 марта 2016 года на телеканале NBC.
13 мая того же года было объявлено, что второй сезон заказан не будет.

## Актёрский состав
- Мелисса Джордж в роли доктора Александры Панеттьер
- Дэйв Эннэбл в роли доктора Пирса Харриса
- Дон Хани[англ.] в роли доктора Джесси Шейна
- Шелли Конн в роли доктора Миллисент Сильвано
- Джошуа Леонард в роли Макса Эллиота
- Майя Эрскин в роли медсестры Цзи-Сун
- Д.Л. Хьюли[англ.] в роли доктора Мирона Хаккетта
- Джейми Кеннеди в роли доктора Кейси Каллахана
- Дж. Луис Миллс[англ.] в роли доктора Форрестера

## Производство
NBC заказал пилот сериала под рабочим названием Heartbreaker в мае 2015 года. Премьера сериала была перенесена на межсезонье из-за беременности исполнительницы главной роли Мелиссы Джордж. В декабре 2015 года NBC сменил название шоу с Heartbreaker (рус. Разбивающая сердца) на Heartbeat (рус. Сердцебиение). В России сериал известен под своим оригинальным названием. Пилотный эпизод был отснят в Ванкувере, Британская Колумбия, а остаток сезона — на Universal Studios в Голливуде.

## Отзывы критиков
Сериал «Разбивающая сердца» получил негативные отзывы от критиков. На сайте-агрегаторе Rotten Tomatoes шоу держит 17% „свежести“. Вердикт сайта гласит: «„Разбивающая сердца“ — это франкенштейновский монстр среди драм. Он переполнен клише из медицинских сериалов и непривлекательными персонажами, хотя „дела недели“ время от времени интересны». На Metacritic сериал имеет 37 баллов из ста, что основано на 22-х „в общем отрицательных“ отзывах.